# Anthony Eisley
Anthony Eisley, nato Frederick Glendinning Eisley (Filadelfia, 19 gennaio 1925 – Woodland Hills, 29 gennaio 2003), è stato un attore statunitense.

## Biografia
Dopo aver studiato arte drammatica all'Università di Miami iniziò a recitare in una compagnia teatrale in Pennsylvania, comparendo in alcune produzioni itineranti tra cui Mister Roberts, Picnic e Ore disperate. Negli anni cinquanta ottenne le prime apparizioni in alcune serie televisive, nelle quali risultò accreditato come Fred Eisley, e nel 1959 venne scritturato dalla Warner Bros. Cambiato il nome in Anthony Eisley su richiesta dello studio, per i successivi quattro anni l'attore interpretò quello che è rimasto il suo ruolo più famoso, quello dell'investigatore Tracy Steele nella serie Hawaiian Eye. Al cinema recitò soprattutto in film d'exploitation e B-movies di genere horror quali La donna vespa di Roger Corman (1959), Il bacio perverso di Samuel Fuller (1964) e Dracula contro Frankenstein di Al Adamson (1971).
È stato sposato con Judith Rogers Tubbs dal 1951 al 1994, anno della morte di quest'ultima. Dal matrimonio sono nati quattro figli tra cui David Glen Eisley, cantante e frontman del gruppo hard rock Giuffria.
È sepolto nel Forest Lawn Memorial Park, nel quartiere di Hollywood Hills a Los Angeles.

## Filmografia

### Cinema
- Fearless Fagan, regia di Stanley Donen (1952) – Non accreditato
- L'altra bandiera (Operation Secret), regia di Lewis Seiler (1952) – Non accreditato
- È sbarcato un marinaio (Onionhead), regia di Norman Taurog (1958) – Non accreditato
- I segreti di Filadelfia (The Young Philadelphians), regia di Vincent Sherman (1959)
- La donna vespa (The Wasp Woman), regia di Roger Corman (1959)
- L'erede di Al Capone (Portrait of a Mobster), regia di Joseph Pevney (1961)
- Il bacio perverso (The Naked Kiss), regia di Samuel Fuller (1964)
- 3 Nuts in Search of a Bolt, regia di Tommy Noonan (1964) – Non accreditato
- 2 gangsters ad est di Bora Bora (One Way Wahine), regia di William O. Brown (1965)
- Frankie e Johnny (Frankie and Johnny), regia di Frederick de Cordova (1966)
- Operazione Goldman, regia di Antonio Margheriti (1966)
- The Navy vs. the Night Monsters, regia di Michael A. Hoey (1966)
- Viaggio al centro del tempo (Journey to the Center of Time), regia di David L. Hewitt (1967)
- They Ran for Their Lives, regia di John Payne (1968)
- Un giorno... di prima mattina (Star!), regia di Robert Wise (1968)
- The Mighty Gorga, regia di David L. Hewitt (1969)
- I seguaci di satana (The Witchmaker), regia di William O. Brown (1969)
- The Mummy and the Curse of the Jackals, regia di Oliver Drake (1969)
- Dracula contro Frankenstein (Dracula vs. Frankenstein), regia di Al Adamson (1971)
- The Tormentors, regia di David L. Hewitt (1971)
- The Killers, regia di Ewing Miles Brown (1971)
- Squadra speciale con licenza di sterminio (The Doll Squad), regia di Ted V. Mikels (1973)
- Half a House, regia di Brice Mack (1975)
- Monster, regia di Kenneth Hartford (1980)
- Dal profondo dello spazio (Deep Space), regia di Fred Olen Ray (1987)
- Evil Spirits, regia di Gary Graver (1991)
- Lolita al desnudo, regia di José Antonio de la Loma (1991)

### Televisione
- Squadra mobile (Racket Squad) – serie TV, episodio 2x07 (1952)
- Royal Playhouse (Fireside Theater) – serie TV, episodio 5x06 (1952)
- Bonino – serie TV (1953)
- The Philco Television Playhouse – serie TV, episodio 7x22 (1955)
- Appointment with Adventure – serie TV, episodio 2x09 (1956)
- I Spy – serie TV, episodio 1x23 (1956)
- The Big Story – serie TV, 2 episodi (1954-1956)
- Max Liebman Spectaculars – serie TV, episodio 2x11 (1956)
- Navy Log – serie TV, episodio 3x13 (1957)
- The Gray Ghost – serie TV, episodio 1x20 (1957)
- The Walter Winchell File – serie TV, episodi 1x10-1x36 (1957-1958)
- Playhouse 90 – serie TV, episodio 2x20 (1958)
- Studio One – serie TV, episodio 10x23 (1958)
- Letter to Loretta – serie TV, episodio 5x26 (1958)
- The Silent Service – serie TV, episodi 2x08-2x24-2x25 (1958)
- I racconti del West (Dick Powell's Zane Grey Theater) – serie TV, episodio 3x03 (1958)
- Steve Canyon – serie TV, episodio 1x06 (1958)
- Flight – serie TV, episodio 1x07 (1958)
- Tales of the Texas Rangers – serie TV, episodio 3x11 (1958)
- How to Marry a Millionaire – serie TV, episodio 1x29 (1958)
- The D.A.'s Man – serie TV, episodio 1x13 (1959)
- Pete Kelly's Blues – serie TV, episodio 1x05 (1959)
- Hawaiian Eye – serie TV, 98 episodi (1959-1962)
- Indirizzo permanente (77 Sunset Strip) – serie TV, episodi 2x33-3x15 (1960)
- The Real McCoys – serie TV, episodio 6x24 (1963)
- G.E. True – serie TV, episodio 1x25 (1963)
- Going My Way – serie TV, episodio 1x27 (1963)
- The Dick Van Dyke Show – serie TV, episodio 3x16 (1964)
- The Farmer's Daughter – serie TV, episodio 2x10 (1964)
- Combat! – serie TV, episodio 3x11 (1964)
- Perry Mason – serie TV, episodi 7x22-8x01-9x27 (1964-1966)
- The Outer Limits – serie TV, episodio 2x15 (1965)
- Honey West – serie TV, episodio 1x16 (1965)
- Gomer Pyle, U.S.M.C. – serie TV, episodio 3x10 (1966)
- F.B.I. (The F.B.I.) – serie TV, 17 episodi (1966-1974)
- I giorni di Bryan (Run for Your Life) – serie TV, episodi 2x02-3x11-3x12 (1966-1967)
- Gli invasori (The Invaders) – serie TV, episodi 1x14-2x14-2x15 (1967)
- Dragnet – serie TV, 6 episodi (1967-1970)
- Reporter alla ribalta (The Name of the Game) – serie TV, episodio 1x01 (1968)
- The Flying Nun – serie TV, episodio 2x15 (1969)
- Selvaggio west (The Wild Wild West) – serie TV, episodi 2x01-4x18 (1966-1969)
- Bright Promise – serie TV (1969)
- Doris Day Show (The Doris Day Show) – serie TV, episodio 2x04 (1969)
- Mannix – serie TV, episodio 3x11 (1969)
- Il virginiano (The Virginian) – serie TV, episodio 8x15 (1970)
- Lancer – serie TV, episodio 2x16 (1970)
- The Silent Force – serie TV, episodio 1x07 (1970)
- Marcus Welby (Marcus Welby, M.D.) – serie TV, episodi 2x05-4x14 (1970-1972)
- La famiglia Smith (The Smith Family) – serie TV, episodio 2x02 (1971)
- Ironside – serie TV, episodi 4x21-7x20-8x09 (1971-1974)
- Io e i miei tre figli (My Three Sons) – serie TV, episodio 12x14 (1972)
- Squadra emergenza (Emergency!) – serie TV, episodio 3x10 (1973)
- Il mago (The Magician) – serie TV, episodio 1x07 (1973)
- A tutte le auto della polizia (The Rookies) – serie TV, episodi 2x06-3x21-4x15 (1973-1975)
- Cannon – serie TV, episodio 3x16 (1974)
- Mary Tyler Moore (The Mary Tyler Moore Show) – serie TV, episodio 4x16 (1974)
- Arriva l'elicottero (Chopper One) – serie TV, episodio 1x05 (1974)
- ABC Afterschool Specials – serie TV, episodio 2x05 (1974)
- Chase – serie TV, episodio 1x22 (1974)
- Le strade di San Francisco (The Streets of San Francisco) – serie TV, episodio 3x05 (1974)
- Get Christie Love! – serie TV, episodio 1x17 (1975)
- S.W.A.T. – serie TV, episodio 1x07 (1975)
- Poliziotto di quartiere (The Blue Knight) – serie TV, episodio 1x13 (1976)
- The Fisher Family – serie TV, 2 episodi (1968-1977)
- Quincy (Quincy, M.E.) – serie TV, episodi 2x12-7x15 (1977-1982)
- Segreti (Secrets), regia di Paul Wendkos – film TV (1977)
- Nowhere to Run, regia di Richard Lang – film TV (1978)
- Project UFO – serie TV, episodio 1x05 (1978)
- The Ted Knight Show – serie TV, episodio 1x04 (1978)
- Gli Sbandati (The Runaways) – serie TV, episodio 1x03 (1978)
- Un uomo chiamato Sloane (A Man Called Sloane) – serie TV, episodio 1x02 (1979)
- Barnaby Jones – serie TV, episodio 8x09 (1979)
- Bret Maverick – serie TV, episodio 1x05 (1981)
- Capitol – serie TV (1982)
- Hazzard (The Dukes of Hazzard) – serie TV, episodio 5x09 (1982)
- California (Knots Landing) – serie TV, episodi 6x12-6x15-6x17 (1984-1985)
- Fuorilegge (Outlaws) – serie TV, episodio 1x11 (1987)

## Doppiatori italiani
Nelle versioni in italiano dei suoi film, Anthony Eisley è stato doppiato da:
- Cesare Barbetti ne I segreti di Filadelfia
- Renato Izzo in Operazione Goldman
- Paolo Buglioni ne Il bacio perverso (doppiaggio tardivo)